# Istalif (huyện)
Istalif là một huyện thuộc tỉnh Kabul, Afghanistan. Dân số thời điểm năm 1999 là 39,709 người.